# Спираль Фрэзера

Спиральная иллюзия Фрэзера

Спираль Фрэзера — это оптическая иллюзия, впервые описанная британским психологом сэром Джеймсом Фрэзером (1863—1936) в 1908 году.
Иллюзия также известна как ложная спираль, или по своему первоначальному названию иллюзия витой веревки. Перекрывающиеся сегменты чёрной дуги, образуют кажущуюся спираль; однако на самом деле дуги представляют собой серию концентрических окружностей.
Визуальное искажение создается путем комбинирования правильной линии (кружки) со смещенными частями (разноцветные нити). Иллюзии Цёлльнера и стены кафе основаны на сходном принципе, как и многие другие визуальные эффекты, в которых последовательность наклонных элементов заставляет глаз воспринимать фантомные повороты и отклонения.
Иллюзия дополняется спиральными компонентами на клетчатом фоне. Это уникальная иллюзия, когда наблюдатель может проверить концентрические нити вручную. Когда нити выделены другим цветом, для наблюдателя становится очевидным, что спирали нет.